# میکروپت

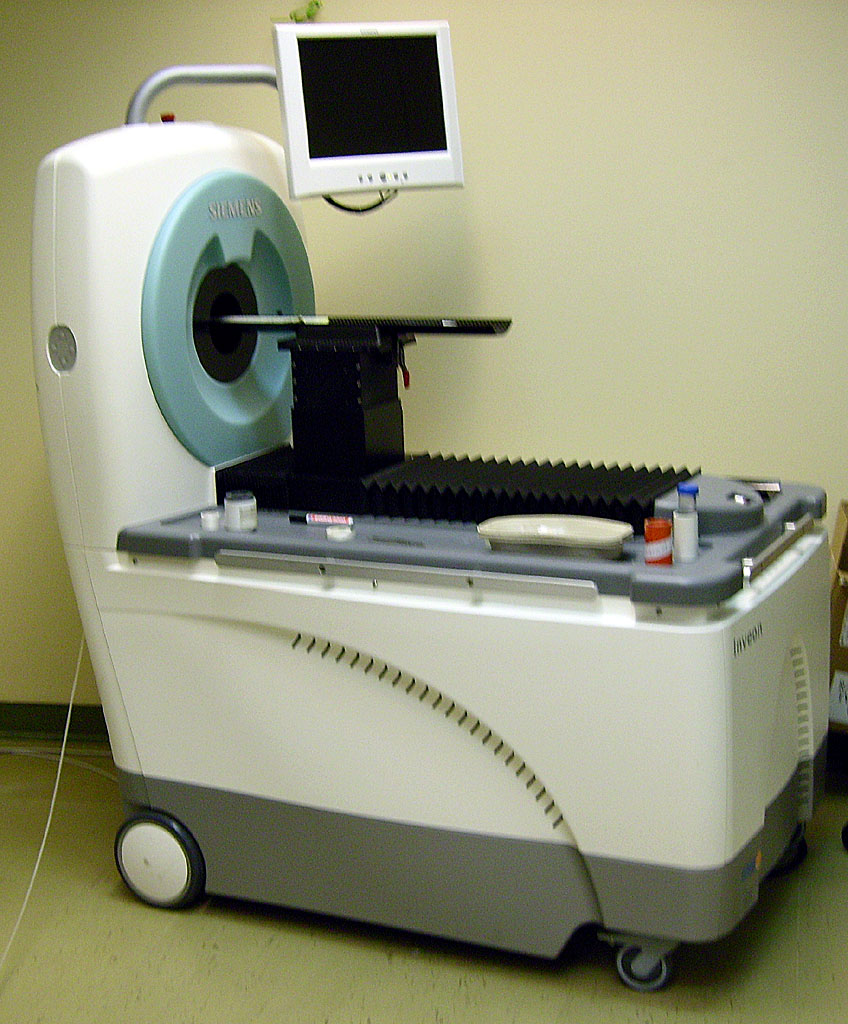
یک سیستم میکروپت ساخت شرکت زیمنس

میکروپت (به انگلیسی: Micro PET) نوعی ویژه از مقطع نگار با نشر پوزیترون است.
از این دستگاه‌ها برای مطالعات تصویر برداری جانوران کوچک (هماند موش) استفاده می‌شود.

## جُستارهای وابسته
- اسپکت
- پت-سی تی
- مقطع نگاری با نشر پوزیترون

## پیوند به خارج
- آزمایشگاه میکروپت دانشگاه UCLA